# Navire de guerre amphibie

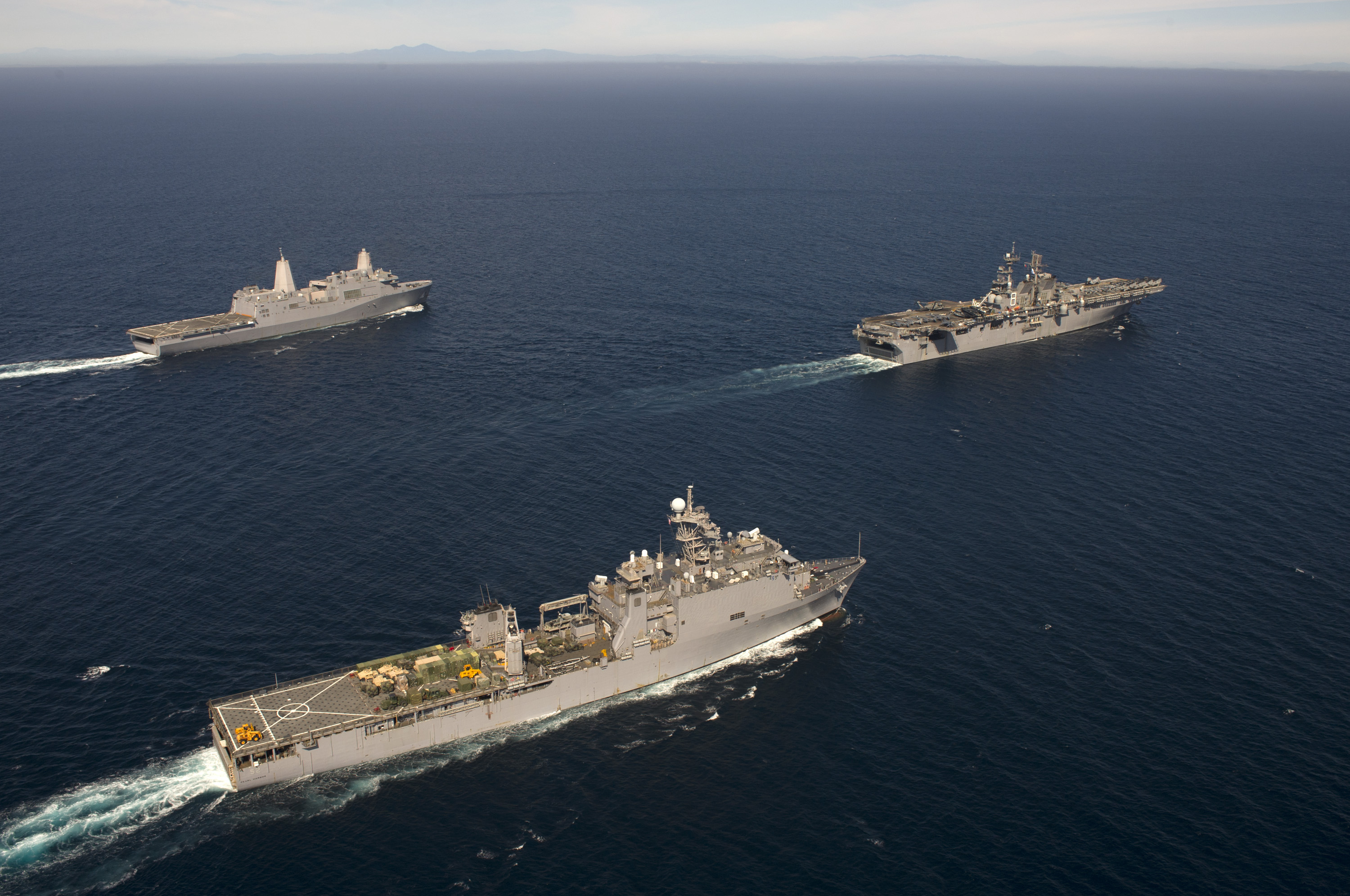
Trois navires de guerre amphibie américains : un Landing Helicopter Dock, un Landing Platform Dock et un Landing Ship Dock.

Un navire de guerre amphibie est un type de navire de combat amphibie utilisé pour débarquer et soutenir des forces terrestres, telles que des marines, sur le territoire ennemi lors d'un assaut amphibie.

## Description
La navigation spécialisée peut être divisée en deux types, plus grossièrement décrits comme des navires et des embarcations. En général, les navires transportent les troupes du port d'embarquement au point de largage pour l'assaut et les engins transportent les troupes du navire au rivage. Les assauts amphibies qui se déroulent sur de courtes distances peuvent également impliquer la technique de la côte à côte, où les péniches de débarquement vont directement du port d'embarquement au point d'assaut. Certains Landing Ship Tank peuvent également être en mesure de débarquer des troupes et de l'équipement directement sur le rivage après avoir parcouru de longues distances, comme la classe Ivan Rogov.